# Eus
Eus es una localidad y comuna francesa situada en el departamento de Pirineos Orientales y la región de Languedoc-Rosellón, en la comarca del Conflent. Tenía 400 habitantes en 2007.
Sus habitantes reciben el gentilicio de Iliciens en francés y de Eusencs en catalán. También se les conoce como lluerters.
Administrativamente, pertenece al distrito y al cantón de Prades.
El núcleo de Eus es un pueblo muy bonito que ha conservado el aspecto más tradicional y pintoresco del Conflent. Actualmente forma parte de la lista de Les plus beaux villages de France (Los pueblos más bonitos de Francia).

## Geografía
Eus se sitúa a la derecha de la nacional 116 (sentido Perpiñán-Prades). Son numerosos los automovilistas que se detienen al borde de la carretera para fotografiar el carácter pintoresco de este pueblo colgado de la roca. Se ubica en el macizo granítico de Quérigut-Millas.
La comuna de Eus limita con Sournia, Campoussy, Arboussols, Marquixanes, Los Masos, Prades, Catllar y Molitg-les-Bains.

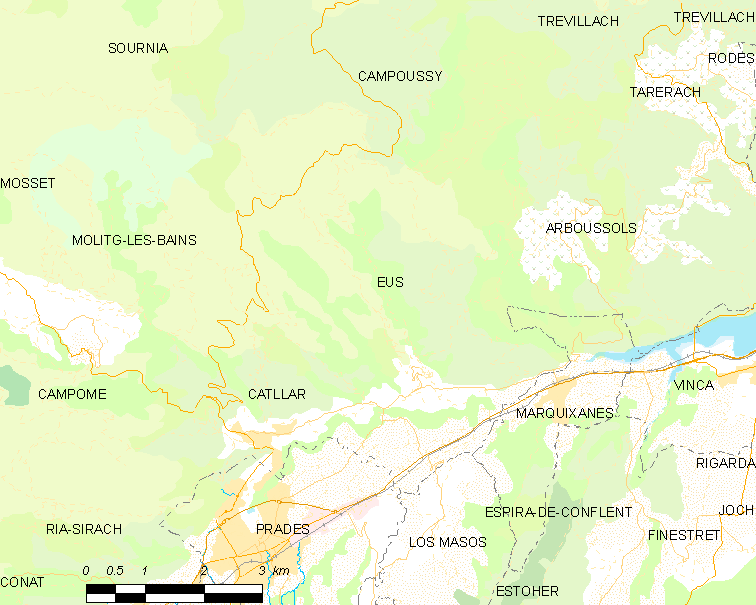
Situación de Eus

## Etimología
El municipio se formó por la unión del antiguo término de Eus con el de Coma, y por esto se le denominó inicialmente Eus i Coma. Recientemente, el núcleo de Coma se ha despoblado. El nombre de Eus proviene de la contracción de Alzina, de donde pasó a Elz y posteriormente a Eus.

## Demografía

Población 1962-2008

| 370 | 370 | 330 | 355 | 361 | 375 |
| Para los censos de 1962 a 1999 la población legal corresponde a la población sin duplicidades (Fuente: INSEE [Consultar]) |     |     |     |     |     |